# Kenny Wollesen
Kenny Wollesen (* 1966) je americký jazzový bubeník, perkusionista a vibrafonista. Od devadesátých let spolupracuje se saxofonistou a skladatelem Johnem Zornem, se kterým nahál několik desítek alb. Mimo spolupráce se Zornem je dlouholetým členem skupiny Sex Mob a založil kapelu Klezmorim. Hrál na albech dalších interpretů, jako jsou Rickie Lee Jones, John Scofield, Sean Lennon, Bill Frisell a David Byrne.